# Neoscopelus porosus
Neoscopelus porosus is een straalvinnige vissensoort uit de familie van lantaarndragers (Neoscopelidae). De wetenschappelijke naam van de soort is voor het eerst geldig gepubliceerd in 1969 door Arai.